# Carl von Schlicht
Carl von Schlicht, auch Karl Freiherr von Schlicht (* 1. Juni 1833 in Gutenpaaren im Havelland; † 1912 in Potsdam), war ein deutscher Landschafts- und Marinemaler der Düsseldorfer Schule.

## Leben

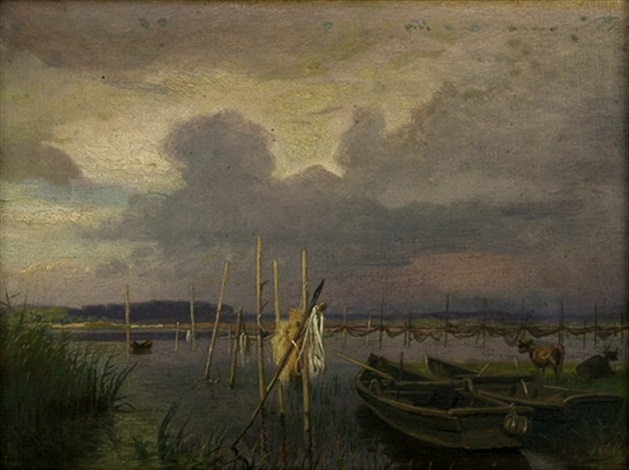
Gewitterstimmung über der Havel, um 1880

Von Schlicht, Sohn des „Oeconomie-Commissarius“ von Schlicht und dessen Ehefrau Louise Alexandrine Caroline, geborene von Eckenbrecher, beschritt zunächst eine Karriere als Offizier der Preußischen Armee. Als Leutnant des 1. Garde-Regiments zu Fuß verließ er den Militärdienst. Im Jahr 1856 ging er nach Düsseldorf und ließ sich unter Stanislaus von Kalckreuth, Andreas Achenbach und Hans Fredrik Gude zum Landschaftsmaler ausbilden. Dem Maler Kalckreuth, der 1858 nach Weimar gegangen war und dort die Großherzoglich-Sächsische Kunstschule mitbegründet hatte, folgte er 1859 dorthin, ebenso wie etwa Ferdinand von Harrach, Johannes Niessen und August von Wille. Seine guten Kontakte zum preußischen Hochadel bis hinauf zum Königshaus trugen dazu bei, für die Weimarer Kunstschule Medaillen- und Verkaufserfolge in Berlin, insbesondere auf den dortigen Akademie-Ausstellungen, zu erzielen. 1873 war von Schlicht auf der Wiener Weltausstellung vertreten. Als Maler bereiste vor allem die Landschaften der Alpen (Bayern, Schweiz, Tirol, Oberitalien) und der Mittelgebirge (Rhön), wohl auch Norwegen und Deutsch-Südwestafrika (1902). Nachdem er mehrere Jahre in Weimar gelebt hatte, zog er in den 1870er Jahren nach Kreuznach, wo er als Zeichenlehrer am Gymnasium arbeitete, später wieder nach Düsseldorf, wo er Mitglied des Künstlerverein Malkasten war. Zuletzt lebte er in Potsdam.